# Blumenthal (Burg bei Magdeburg)
Blumenthal ist ein Ortsteil der Stadt Burg im Landkreis Jerichower Land.

## Geographie
Blumenthal liegt im Gebiet der Havelsche Mark an einem verlandeten Altarm der Elbe der heute als Kirchwasser bezeichnet wird. Nördlich von Blumenthal fließt die Elbe. Der Ort ist nur über die Blumenthaler Landstraße von der südlich gelegenen Stadt Burg zu erreichen. Das Gebiet das einst zu Blumenthal gehörte wird im Norden Durch die Elbe, im Westen durch den Mohrslakegraben, im Süden durch den Dunkersee sowie den Noosdorfer Graben und im Osten durch den Heerenseegraben sowie den Parchauer See.

## Geschichte
Die erste urkundliche Erwähnung von Blumenthal war im Jahr 1300 als Mark zu Blumendall. Der Magdeburger Erzbischof Günther II. verkaufte 1440 die Marke Thu Blumendall an die Stadt Burg. Bis heute ist Blumenthal ein Ortsteil der Stadt Burg.
Der Blumenthal wie es in alten Karten heißt, war einst das Gebiet zwischen dem alten Elbarm und dem Treudel. Der brandenburgische Kurfürst Friedrich Wilhelm I. war ein Befürworter von Kanal- und Deichbauten, die auch Flussregelungen mit einschlossen. So wurde im Auftrag des Kurfürsten 1684 der Treudel durchstochen, eine damals noch zu Blumenthal gehörige Halbinsel bei Elb-km 353, deren Mäanderschleife zum Schifffahrtshindernis geworden war. Die Maßnahme wurde offenbar rasch erledigt, sodass die Stadt Burg gar nicht die Zeit hatte, sich bei ihrem Landesherrn (Sachsen-Weißenfels) zu beschweren und Einspruch einzulegen. Der restliche Teil wurde als Wendische Mark der Blumenthal bezeichnet, was auf eine frühere Besiedlung des Gebiets durch den slawischen Stamm der Wenden hinweist.
1782 wird im Ort die erste Ziegelei eröffnet. Mit dem Bau der Dorfschule wurde 1891 begonnen.
Derer Ort bestand einstmals aus zwei Teilen. Das heute noch erhaltene Vorwerk Blumenthal, welches auch als Blumenthal II bezeichnet wurde, sowie das heute wüst gefallene Gut Blumenthal oder auch Blumenthal I welches weiter westlich am noch nicht vollständig verlandeten Ende des Kirchwassers lag. Das Gut Blumenthal I gehörte nachweislich mindestens von 1895 bis 1922 dem Ingenieur Paul Haußmann.
Von 1998 bis 2018 hatte der Ortsverband Burg der NABU seinen Sitz in Blumenthal.

## Namensherkunft
Alte Schreibweisen des Ortsnamens
- 1300 Mark zu Blumendall
- 1440 Marke Thu Blumendall
- 1471 Blumental

## Quelle
- Blumenthal, Ortsteil der Stadt Burg (Memento vom 11. Januar 2017 im Internet Archive), abgerufen am 7. Juni 2017